# Національний центр біотехнологічної інформації
Націона́льний це́нтр біотехнологі́чної інформа́ції, NCBI (англ. National Center for Biotechnological Information) — організація, яка ставить за мету зробити доступною інформацію в галузі біотехнології для широкого кола користувачів.
NCBI пропонує базу нуклеотидних послідовностей ДНК (GenBank), базу даних статей в галузі медицини і біології (PubMed), базу таксономічної інформації (TaxBrowser) та багато іншої інформації. Бази даних доступні через пошукову систему Entrez.
NCBI є частиною Національної медичної бібліотеки США (англ. United States National Library of Medicine, NLM), підрозділу Національного інституту здоров'я (англ. National Institutes of Health, NIH). NCBI розташований у місті Бетезда (штат Меріленд, США) та був заснований в 1988 році.

## Підрозділи

### PubMed
PubMed — безкоштовна система пошуку, що пропонує доступ до бази даних MEDLINE посилань та абстрактів статей у журналах біомедичної спрямованості. Хоча самі статті належать журналам, де вони опубліковані, і доступ до повного тексту більшості з них не є безкоштовним. MEDLINE вкриває 4800 журналів із США та 70 інших країн приблизно з 1966 року. Також PubMed пропонує доступ до деяких журналів з інших галузей, повний текст деяких статей та дуже зручну систему пошуку по посиланням в обох напрямках (тобто, на що посилається кожна стаття та які статті посилається на неї).

### Книжкова поличка NCBI
«Книжкова поличка NCBI» — колекція безкоштовних онлайнових версій популярних підручників з біологічних наук (всі англійською мовою). Станом на середину 2006 року колекція мала 55 найменувань книг, які охоплюють матеріал з біохімії, молекулярої біології, клітинної біології, генетики, медицини з молекулярної точки зору, методів біологічних досліджень та вірусології. Деякі книги — онлайн-версії книг, опублікованих раніше, решта — книги, написані працівниками NCBI, наприклад, відоме видання «Перерва» (Coffee Break). «Книжкова поличка» є доповненням системи PubMed.

### GenBank
GenBank — база даних нуклеотидних (ДНК/РНК) та білкових послідовностей, яка пропонує безкоштовний доступ до майже всіх публічно доступних послідовностей ДНК/РНК та білків, що транслюються з них. Базу формують у співпраці з Європейською лабораторією молекулярної біології (EMBL) та Японською базою даних ДНК (DDBJ).

### Таксономічна база даних
Таксономічна база даних NCBI містить назви майже всіх організмів, та тих, які представлені в генетичних базах даних як мінімум однією нуклеотидною або амінокислотною послідовністю. Пошукова система Entrez  — зручна навігаційна система, яка дозволяє легко отримати необхідні дані.

### Інші бази даних
NCBI пропонує доступ до ряду інших баз даних, які включають 3-мірні структури білків, базу прикладів однонуклеотидного поліморфізму, дані вивчення популяцій організмів, базу генів та генетичних хворою людини, базу органічних хімічних сполук, базу методів, які використовують в дослідженнях з біомедичних наук і деякі інші.